# Храм Казанской иконы Божией Матери (Ижевск)

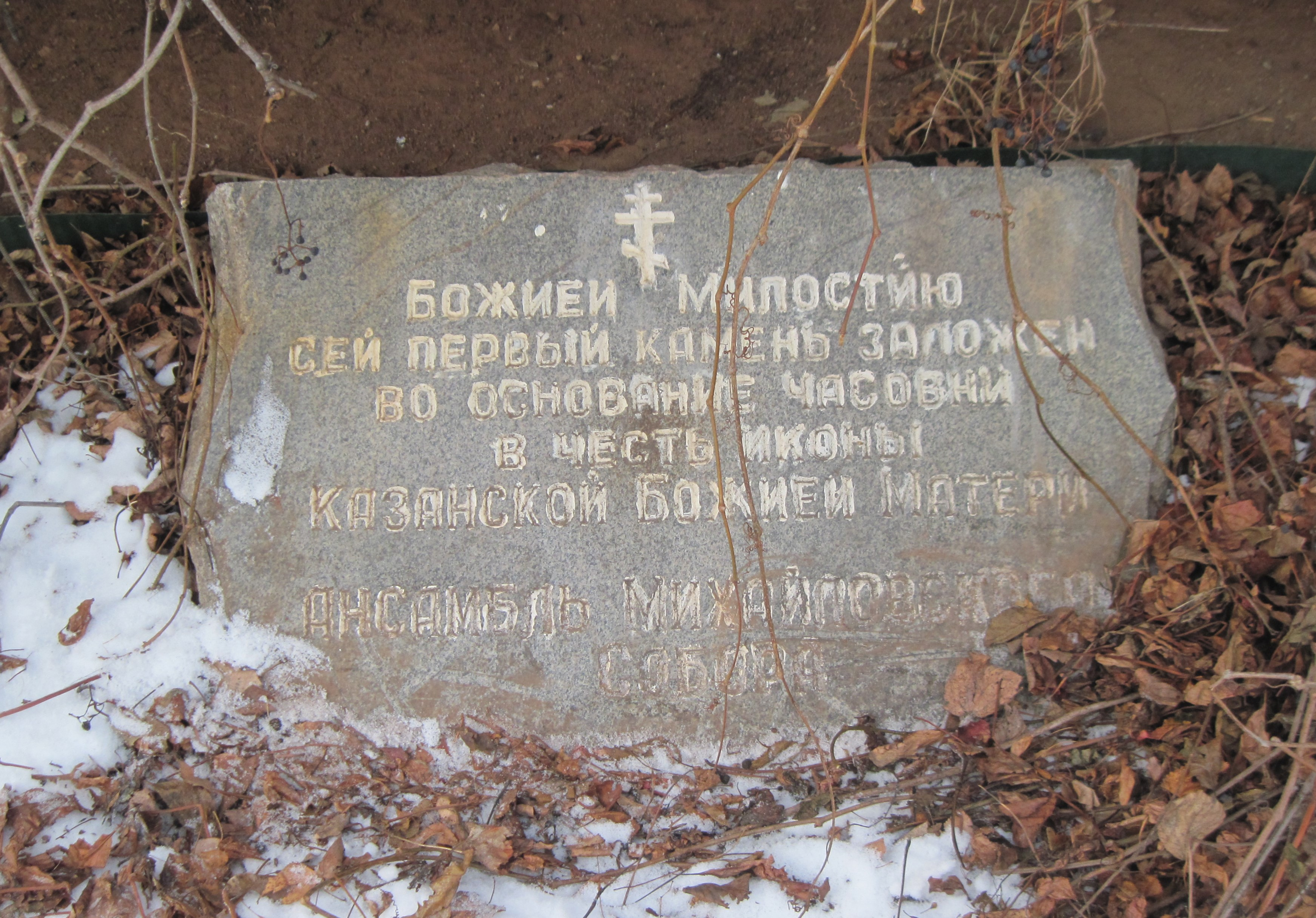
Первый камень храмового комплекса Михайловского собора

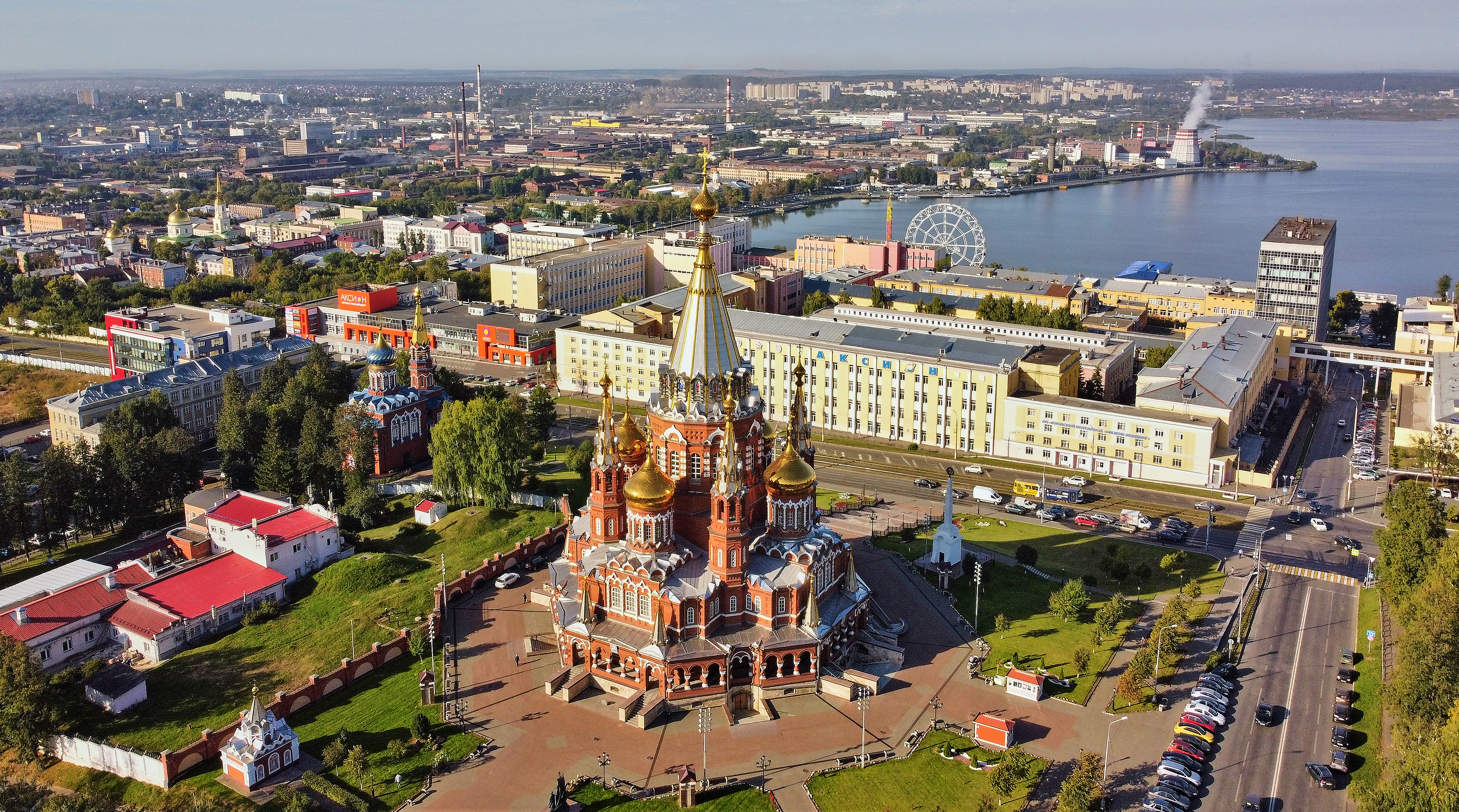
Казанская церковь (слева) и Свято-Михайловский собор (в центре)

Храм Каза́нской ико́ны Бо́жией ма́тери — православный храм в Ижевске, база епархиального Отдела образования и религиозной катехизации Ижевской и Удмуртской епархии.

## История создания
На месте нынешнего храма более 250 лет назад располагалось первое кладбище Ижевска.
Осенью 1994 года по инициативе Зориной О. Ф. был создан попечительский совет и выделен земельный участок под строительство нового храма на месте разрушенного Свято-Михайловского собора. Изначально храм был задуман как часовня, однако его размеры в ходе проектирования были увеличены. Строительство началось в 1996 году, 22 мая 1997 года началась разработка котлована, к 1998 году был построен фундамент и цокольная часть Казанского храма. Строительство велось на частные пожертвования. Из-за нехватки средств строительство было заморожено на два года.
Храм находится в непосредственной близости от Свято-Михайловского собора, и его строительство предваряло восстановление всего комплекса Свято-Михайловского собора. Закладные камни для строительства храма были доставлены из Ижевского пруда. Впоследствии Казанско-Богородиций храм стал крестильным в комплексе Свято-Михайловского собора.
21 июля 1998 года Волков А. А. посетил стройку Казанско-Богородицкой церкви, после чего было принято решение возрождать весь комплекс зданий Свято-Михайловского Собора. Открытие храма и освящение в честь Казанской иконы Божией Матери состоялось 4 ноября 2001 года.
Казанский храм стал первым в Ижевске, построенным в XXI веке.

## Храм сегодня
В Казанско-Богородицкой церкви находится воскресная школа, также здесь располагается база епархиального Отдела образования и религиозной катехизации Ижевской и Удмуртской епархии. С 2009 года в храме была создана библиотека.
Среди наиболее чтимых святынь храма — частицы мощей святого благоверного Воина Феодора (Ушакова) Санаксарского, святителя Филарета Московского и икона Божией Матери «Исцелительница».
В колокольне храма смонтированы восемь колоколов и система «Электронный звонарь», отбивающая часы и разные перезвоны.
Казанский храм является единственным в Ижевске, где служится литургия на удмуртском языке.

## Престольные праздники
- Казанской иконы Божией Матери — Июль 21 [по н.с.] (Явление иконы Пресвятой Богородицы во граде Казани), Ноябрь 4 [по н.с.] (избавление Москвы и всей России от нашествия поляков в 1612 году)[8].

## Духовенство
- Настоятель храма — Архимандрит Матфий (Орлов Борис Михайлович)
- Протоиерей Воскресенских Роман[9].